# Loïc Nottet
Loïc Nottet (n. 10 aprilie 1996, Charleroi, Valonia, Belgia) este un cântăreț belgian care s-a plasat pe locul al doilea în cadrul concursului "Vocea Belgiei" și a reprezentat Belgia în Concursul Muzical Eurovision 2015, clasându-se pe locul al patrulea cu piesa sa Rhythm Inside. După participarea sa la Eurovision, Loïc oferă o serie de concerte pe parcursul verii anului 2015 prin Belgia, iar pe data de 12 septembrie o cunoaște pe Denitsa Ikonomova la concertul "NRJ in the park", aceasta îi este parteneră de dans la concursul francez "Danse avec les Stars". Împreună ocupă primul loc cu 68% din voturile publicului.

#### Lista pieselor interpretate de cătreLoïc la concursul "Vocea Belgiei"
| Cadru               | Data             | Cântec                          | Artist original    | Note                                           |
| ------------------- | ---------------- | ------------------------------- | ------------------ | ---------------------------------------------- |
| Audiții pe nevăzute | 28 ianuarie 2014 | "Diamonds"                      | Rihanna            |                                                |
| Bătălie             | 18 martie 2014   | "Counting Stars"                | One Republic       | Duel câștigat împotriva Renatei Skunczyk       |
| Live                | 8 aprilie 2014   | "We Remain"                     | Christina Aguilera |                                                |
| Live                | 15 aprilie 2014  | "I've Been Loving You Too Long" | Otis Redding       |                                                |
| Live                | 22 aprilie 2014  | "Love Me Again"                 | John Newman        |                                                |
| Live                | 29 aprilie 2014  | "Strong"                        | London Grammar     |                                                |
| Live                | 5 mai 2014       | "Happy"                         | Pharrell Williams  | Cu Julie Carpino, Laurent Pagna și Boris Motte |
| Live                | 5 mai 2014       | "One"                           | U2                 | Duo cu Beverly Jo Scott                        |
| Live                | 5 mai 2014       | "Ta fête"                       | Stromae            | Cu Julie Carpino, Laurent Pagna și Boris Motte |
| Live                | 5 mai 2014       | "Paradise"                      | Noa Moon           | Cu Julie Carpino și Noa Moon                   |
| Live                | 5 mai 2014       | "Applause"                      | Lady Gaga          |                                                |
| Live                | 5 mai 2014       | "Diamonds"                      | Rihanna            | Locul 2                                        |

La sfârșitul lunii ianuarie 2014 a fost observat de către mass-media din România, care a publicat un articol despre el.  http://www.220.ro/emisiuni-tv/Stim-Cu-Siguranta-Cine-Va-Castiga-Vocea-Belgiei-Loic-Nottet/BXX8f5Zsjl/ Arhivat în 4 iunie 2014, la Wayback Machine.
Iar în octombrie 2014 el semnează un contract cu Sony Music.
Albumul ''SELFOCRACY''
La data de 31 martie 2017, Loïc Nottet și-a lansat albumul de debut, denumit ''SELFOCRACY''. Albumul conține 12 piese care transmit un mesaj bine stabilit: ''Tineri de astăzi sunt prea egoiști și intoleranți.''
| Nr. | Titlul                     | Compozitor(i)                                                                             | Producător()                | Durată |
| --- | -------------------------- | ----------------------------------------------------------------------------------------- | --------------------------- | ------ |
| 1.  | "Selfocracy"               | - Loïc Nottet                                                                             | - Loïc Nottet               | 3:06   |
| 2.  | "Mud Blood"                | - Nottet - Alexandre Germys - Amy Morrey                                                  | - Alexandre Germys          | 3:04   |
| 3.  | "Team8"                    | - Nottet - Luuk Cox - Amy Morrey                                                          | - Luuk Cox                  | 3:23   |
| 4.  | "Dirty" (feat. Lil Trip)   | - Nottet - Pierre-Antoine Melki - Raphaël Judrin - Yoan Chirescu - Morrey - Yannis Borrey | - soFLY - Nius - Oddefellow | 3:40   |
| 5.  | "Million Eyes"             | - Nottet - Cox - Morrey                                                                   | - Cox                       | 4:13   |
| 6.  | "Whisperers"               | - Nottet - Morrey                                                                         | - Germys                    | 3:05   |
| 7.  | "Poison" (feat. Shogun)    | - Nottet - Germys - Allan François - Morrey - Shogun                                      | - Germys                    | 6:39   |
| 8.  | "Cure"                     | - Nottet - Morrey                                                                         | - Germys                    | 4:13   |
| 9.  | "Wolves" (feat. Raphaella) | - Nottet - Morrey - Salim Elakkari                                                        | - ICO                       | 3:18   |
| 10. | "Hungry Heart"             | - Nottet - Germys - Morrey                                                                | - Germys                    | 3:12   |
| 11. | "Peculiar and Beautiful"   | - Nottet                                                                                  | - Nottet                    | 2:00   |
| 12. | "Mirror"                   | - Nottet - Morrey                                                                         | - Germys                    | 5:08   |

### Turneul european''SELFOCRACY tour''
Pe data de 14 noiembrie 2016 el a anunțat primele date din turneu pe pagina sa oficială de Facebook https://www.facebook.com/L0oiicNottet/ , 22 și 23 aprilie 2017 la Ancienne Belgique (instituție), biletele s-au vândut foarte rapid, în 12 minute și respectiv 14 minute. Mai apoi Loïc Nottet prezintă oficial turneul său prin Europa, în țări precum: Marea Britanie, Luxemburg, Franța, Germania sau Elveția.
| Data              | Orașul           | Țara           | Loc                       | Capacitate |
| ----------------- | ---------------- | -------------- | ------------------------- | ---------- |
| 22 aprilie 2017   | Bruxelles        | Belgia         | Ancienne Belgique         | 2000       |
| 23 aprilie 2017   | Bruxelles        | Belgia         | Ancienne Belgique         | 2000       |
| 27 aprilie 2017   | Londra           | Marea Britanie | Bush Hall                 | 400        |
| 2 mai 2017        | Luxemburg        | Luxembourg     | Rockhal Club              | 1100       |
| 3 mai 2017        | Paris            | Franța         | Le Trianon                | 1500       |
| 5 mai 2017        | Geneva           | Elveția        | Salle des fêtes de Thonex | 1500       |
| 8 mai 2017        | Amsterdam        | Olanda         | Melkweg                   | 800        |
| 9 mai 2017        | Köln             | Germania       | Stadtgarten               | 200        |
| 11 mai 2017       | Berlin           | Germania       | Frannz Club               | 500        |
| 13 mai 2017       | Zürich           | Elveția        | Plazza                    | anulat     |
| 26 mai 2017       | Paris            | Franța         | Salle Pleyel              | 2500       |
| 22 iulie 2017     | Spa              | Belgia         | Francofolies de Spa       | 12000      |
| 15 noiembrie 2017 | Clermont-Ferrand | Franța         | Coopérative de mai        | 1500       |
| 16 noiembrie 2017 | Rennes           | Franța         | Le Liberté                | 5300       |
| 18 noiembrie 2017 | Nancy            | Franța         | L'autre Canal             | 1300       |
| 19 noiembrie 2017 | Lyon             | Franța         | Le Radiant Bellevue       | 2400       |
| 20 noiembrie2017  | Marseille        | Franța         | Le Silo                   | 2000       |
| 23 noiembrie2017  | Luxemburg        | Luxemburg      | Rockhall                  | 6500       |
| 25 noiembrie 2017 | Bruxelles        | Belgia         | Forest National           | 8500       |
| 26 noiembrie 2017 | Bruxelles        | Belgia         | Forest National           | 8500       |
| 29 noiembrie 2017 | Toulouse         | Franța         | Le Bikini                 | 1500       |
| 30 noiembrie 2017 | Bordeaux         | Franța         | Le Rocher de Palmer       | 1200       |
| 10 noiembrie 2017 | Lille            | Franța         | Aeronef                   | 1850       |
| 12 noiembrie 2017 | Paris            | Franța         | Olympia                   | 2000       |
| 13 noiembrie 2017 | Nantes           | Franța         | Stereolux                 | 1200       |
| 14 noiembrie 2017 | Brest            | Franța         | La Carène                 | 1300       |